# Екатерина Зеленко
Екатери́на Ива́новна Зеле́нко (на украински: Катери́на Іва́нивна Зеле́нко), родена на 14 септември 1916 г. в село Корощино във Волинската губерния в Руската империя, починала на 12 септември г. 1941 г. край село Анастасиевка в Сумска област, е украинско-съветски пилот (първи лейтенант) и единствената жена в света, таранила друг самолет със собствен въздушен таран. На 5 май 1990 г. е наградена посмъртно с титлата „Герой на Съветския съюз“.
Зеленко е родена в селско семейство в село Коршин като десето дете в група братя и сестри. Майката на Зеленко, Наталия Василиевна Максимова, е родом от Костромска област, а баща ѝ е от Курска област. По време на сътресенията на Първата световна война семейството решава да се премести в град Курск.
На 12 септември 1941 г. Зеленко извършва два разузнавателни полета с модел Су-2. Въпреки че нейният самолет е повреден по време на втория полет, тя отново излита на трета мисия същия ден. На път за вкъщи от мисията тя и друг пилот на изтребител са били нападнати от седем немски изтребителя Me-109. Това се случва близо до град Ромни. Вторият съветски самолет е свален и е принуден да избяга от битката. Зеленко успява да свали един самолет и когато ѝ свършват боеприпасите, удря друг немски самолет, като се врязва в него със собствения си самолет. По този начин тя успява да победи още един враг, но самата тя загива при атаката.
Съпругът ѝ Павло Игнатенко, командир на 4-та ескадрила от същия полк, загива във въздушен бой през 1943 г.

## Памет
- На 5 май 1990 г. Екатерина Зеленко получава посмъртно званието „Герой на Съветския съюз“.
- Малък астероид носи нейното име: това е 1900 Катюша (Катюша е руското умалително име на Екатерина).